# Liste der Kulturdenkmale in Mansfeld
In der Liste der Kulturdenkmale in Mansfeld sind alle  Kulturdenkmale der Gemeinde Mansfeld und ihrer Ortsteile aufgelistet. Grundlage ist das Denkmalverzeichnis des Landes Sachsen-Anhalt, das auf Basis des Denkmalschutzgesetzes des Landes Sachsen-Anhalt vom 21. Oktober 1991 durch das Landesamt für Denkmalpflege und Archäologie Sachsen-Anhalt erstellt und seither laufend ergänzt wurde (Stand: 31. Dezember 2024).

## Kulturdenkmale nach Ortsteilen

### Abberode
| Lage                                                               | Bezeichnung         | Beschreibung | Erfassungs- nummer | Ausweisungsart               | Bild           |
| ------------------------------------------------------------------ | ------------------- | --- | ------------------ | ---------------------------- | -------------- |
| zwischen Abberode und Stangerode (Karte)                           | Forsthof            | Forsthof | 094 65256          | Baudenkmal                   | BW             |
| zwischen Abberode und Stangerode                                   | Gerichtsstätte      | | 094 65257          | Baudenkmal                   |                |
| zwischen Abberode und Stangerode                                   | Kirche              | Von der ehemaligen St.-Stephanus-Kirche sind der aus dem 14. Jahrhundert stammende Westturm aus Feldsteinen mit Fachwerkaufsatz und Laterne erhalten. Das Kirchenschiff stützte in den 1980er Jahren ein und ist nur in seinen Grundmauern erhalten geblieben. Der Taufstein der Kirche befindet sich heute in der St.-Pankratius-Kirche in Hamersleben. | 094 65258          | Baudenkmal                   |                |
| an der Straße zwischen Abberode und Forsthaus Volkmannrode (Karte) | Gedenkstein         | | 094 65014          | Kleindenkmal                 | Gedenkstein    |
| Bergstraße Abberode 6 (Karte)                                      | Bauernhof           | Bauernhof | 094 65008          | Baudenkmal                   | BW             |
| Bergstraße 6                                                       | Scheune             | Bauernhof | 094 65008 001      | Teilobjekt eines Baudenkmals |                |
| Bergstraße 6                                                       | Stall               | Stall | 094 65008 002      | Teilobjekt eines Baudenkmals |                |
| Bergstraße 6                                                       | Wirtschaftsgebäude  | Wirtschaftsgebäude | 094 65008 003      | Teilobjekt eines Baudenkmals |                |
| Neue Straße (Karte)                                                | Kirche St. Stephani | | 094 65013          | Baudenkmal                   | Weitere Bilder |
| Neue Straße 2 (Karte)                                              | Wirtschaftsgebäude  | | 094 65009          | Baudenkmal                   | BW             |
| Neue Straße 8 Rückseite Bergstraße, östlich von Nr. 1 (Karte)      | Bauernhaus          | | 094 65010          | Baudenkmal                   | BW             |
| Neue Straße 16, 17 (Karte)                                         | Häusergruppe        | | 094 65011          | Denkmalbereich               | BW             |
| Neue Straße 17 (Karte)                                             | Pfarrhof            | Pfarrhof | 094 65012          | Baudenkmal                   | BW             |
| Neue Straße 17                                                     | Wohnhaus            | Wohnhaus | 094 65012 001      | Teilobjekt eines Baudenkmals |                |
| Neue Straße 17                                                     | Einfriedung         | Einfriedung | 094 65012 002      | Teilobjekt eines Baudenkmals |                |

### Annarode
| Lage | Bezeichnung    | Beschreibung | Erfassungs- nummer | Ausweisungsart | Bild |
| --- | -------------- | --- | ------------------ | -------------- | ---- |
| südlich von Annarode, an der Straße nach Blankenheim                                                    | Denkmal        | | 094 65633          | Kleindenkmal   |      |
| südlich von Annarode, an der Straße nach Blankenheim; Wald-Feldweg zwischen Kohlenstraße und Hergisdorf | Wegweiser      | | 094 65632          | Kleindenkmal   |      |
| Friedhofstraße Friedhof (Karte)                                                                         | Kriegerdenkmal | | 094 65537          | Baudenkmal     | BW   |
| Kirchberg Hanglage (Karte)                                                                              | Kirche         | Die evangelische Kirche Sankt Anna wurde 1890–1893 aus Siebigeröder Rotsandstein errichtet. Die neugotische Saalkirche besitzt ein Schiff mit vier Achsen und einem eingezogenen quadratischem Westturm. | 094 08094          | Baudenkmal     | BW   |
| Kirchberg 1 (Karte)                                                                                     | Pfarrhof       | | 094 75515          | Baudenkmal     | BW   |

### Biesenrode
| Lage                       | Bezeichnung             | Beschreibung                                               | Erfassungs- nummer | Ausweisungsart | Bild           |
| -------------------------- | ----------------------- | ---------------------------------------------------------- | ------------------ | -------------- | -------------- |
| Saurasen, B 242 (Karte)    | Gasthof „Wilde Rose“    | Klausstraße Saurasen 8, Haupt- und Nebengebäude (dahinter) | 094 65293          | Baudenkmal     | BW             |
| Dorfstraße (Karte)         | Kirche St. Bartholomäus |                                                            | 094 65290          | Baudenkmal     | Weitere Bilder |
| Dorfstraße 1 (Karte)       | Mühlenhof               |                                                            | 094 65285          | Baudenkmal     | BW             |
| Dorfstraße 7 (Karte)       | Bauernhaus              |                                                            | 094 65286          | Baudenkmal     | BW             |
| Dorfstraße 9 (Karte)       | Bauernhaus              | 9 B                                                        | 094 65287          | Baudenkmal     | BW             |
| Dorfstraße 40 (Karte)      | Bauernhaus              |                                                            | 094 65288          | Baudenkmal     | BW             |
| Dorfstraße 42 (Karte)      | Rittergut               | Rittergut Biesenrode                                       | 094 65289          | Baudenkmal     | Rittergut      |
| Wimmelröder Weg 8 (Karte)  | Mühlenhof               |                                                            | 094 65291          | Baudenkmal     | BW             |
| Wimmelröder Weg 11 (Karte) | Bahnhof                 |                                                            | 094 65292          | Baudenkmal     | Bahnhof        |

### Braunschwende
| Lage                                                                                                  | Bezeichnung                | Beschreibung                  | Erfassungs- nummer | Ausweisungsart | Bild           |
| --- | -------------------------- | ----------------------------- | ------------------ | -------------- | -------------- |
| Dorfstraße (Karte)                                                                                    | Kirche St. Maria Magdalena |                               | 094 65313          | Baudenkmal     | Weitere Bilder |
| Dorfstraße 14 (Karte)                                                                                 | Gutshof                    |                               | 094 65309          | Baudenkmal     | BW             |
| Dorfstraße 2, 3, 4, 5, 6, 7, 8, 9, 10, 11, 12, 13, 14, 15, 16, 17, 18, 19, 20, 24, 25, 26, 27 (Karte) | Straßenzug                 |                               | 094 65308          | Denkmalbereich | Straßenzug     |
| Dorfstraße 24 (Karte)                                                                                 | Wohnhaus                   |                               | 094 65310          | Baudenkmal     | BW             |
| Dorfstraße 41 (Karte)                                                                                 | Wirtschaftsgebäude         |                               | 094 65311          | Baudenkmal     | BW             |
| Dorfstraße 44, 45 (Karte)                                                                             | Bauernhaus                 |                               | 094 65312          | Baudenkmal     | BW             |
| Gemeindegarten 4 (Karte)                                                                              | Bauernhof                  | nur das Gebäude an der Straße | 094 65314          | Baudenkmal     | BW             |
| Gemeindegarten 7 (Karte)                                                                              | Bauernhaus                 |                               | 094 65315          | Baudenkmal     | BW             |
| Schulstraße 1 (Karte)                                                                                 | Wirtschaftsgebäude         |                               | 094 65316          | Baudenkmal     | BW             |
| Schulstraße 23 (Karte)                                                                                | Pfarrhof                   | 2 Gebäude                     | 094 65317          | Baudenkmal     | BW             |

### Friesdorf
| Lage | Bezeichnung            | Beschreibung                     | Erfassungs- nummer | Ausweisungsart | Bild                   |
| --- | ---------------------- | -------------------------------- | ------------------ | -------------- | ---------------------- |
| nordöstlich von Friesdorf auf einer Lichtung oberhalb des Baches zwischen Hohem Berg und Märtzenberg (Karte) | Kriegerdenkmal         |                                  | 094 65634          | Kleindenkmal   | BW                     |
| Hauptstraße (Karte)                                                                                          | Brücke                 |                                  | 094 65421          | Baudenkmal     | BW                     |
| Hauptstraße Hauptstraße/Ecke Hinterm Stein (Karte)                                                           | Transformatorenstation |                                  | 094 65419          | Baudenkmal     | Transformatorenstation |
| Hauptstraße 12 (Karte)                                                                                       | Bahnhof                |                                  | 094 65420          | Baudenkmal     | Weitere Bilder         |
| Hauptstraße 13 (Karte)                                                                                       | Wohnhaus               | Doppelhaus, nur der vordere Teil | 094 65422          | Baudenkmal     | BW                     |
| Hauptstraße 17 (Karte)                                                                                       | Bauernhaus             |                                  | 094 65423          | Baudenkmal     | BW                     |
| Hauptstraße 18 (Karte)                                                                                       | Wohnhaus               |                                  | 094 65425          | Baudenkmal     | BW                     |
| Hauptstraße 18, 20,23, In der Gasse 2, 3 (Karte)                                                             | Ortskern               |                                  | 094 65424          | Denkmalbereich | BW                     |
| Hauptstraße 20 Ecklage (Karte)                                                                               | Bauernhaus             | Doppelhaus                       | 094 65426          | Baudenkmal     | BW                     |
| Hintern Stein zwischen Nr. 1 und Nr. 2 (Karte)                                                               | Spritzenhaus           |                                  | 094 65427          | Baudenkmal     | BW                     |
| In der Gasse (Karte)                                                                                         | Kirche St. Martin      | Sankt Martin                     | 094 65428          | Baudenkmal     | Weitere Bilder         |
| In der Gasse 2 (Karte)                                                                                       | Pfarrhaus              |                                  | 094 65429          | Baudenkmal     | BW                     |
| In der Gasse 3 (Karte)                                                                                       | Bauernhaus             |                                  | 094 65430          | Baudenkmal     | BW                     |
| In der Gasse 5a (Karte)                                                                                      | Fabrik                 | Friesdorfer Teppich - Manufaktur | 094 65431          | Baudenkmal     | BW                     |

### Gorenzen
| Lage                                                                    | Bezeichnung                        | Beschreibung                                 | Erfassungs- nummer | Ausweisungsart | Bild                               |
| ----------------------------------------------------------------------- | ---------------------------------- | -------------------------------------------- | ------------------ | -------------- | ---------------------------------- |
| nördlicher Ortsrand (Karte)                                             | Brücke                             |                                              | 094 65835          | Baudenkmal     | BW                                 |
| 1,5 km südöstlich von Gorenzen (Karte)                                  | Forsthof                           | Forsthaus Hagen                              | 094 65636          | Baudenkmal     | BW                                 |
| Friedhof (Karte)                                                        | Grabmal                            |                                              | 094 65836          | Baudenkmal     | BW                                 |
| 1,5 km südöstlich von Gorenzen (Karte)                                  | Jagdhaus                           | Jagdschlößchen Wentzel, heute Jugendherberge | 094 65635          | Baudenkmal     | BW                                 |
| westlich von Gorenzen                                                   | Taufstein                          |                                              | 094 65829          | Baudenkmal     |                                    |
| Annaröder Weg (Karte)                                                   | Evangelische Kirche St. Laurentius | Sankt Laurentius                             | 094 65831          | Baudenkmal     | Evangelische Kirche St. Laurentius |
| Annaröder Weg 8 (Karte)                                                 | Bauernhof                          |                                              | 094 65830          | Baudenkmal     | Bauernhof                          |
| Hauptstraße an der Hausecke Nr. 13, Ortsausgang Richtung Norden (Karte) | Wegweiser                          |                                              | 094 65832          | Kleindenkmal   | BW                                 |
| Schulstraße 2 (Karte)                                                   | Pfarrhof                           | 3 Gebäude, Am Pfarrhaus 2                    | 094 65833          | Baudenkmal     | BW                                 |
| Schulstraße 3 (Karte)                                                   | Bauernhaus                         | Am Pfarrhaus 3                               | 094 65834          | Baudenkmal     | BW                                 |
| nahe Wüstung Lichthagen (Karte)                                         | sonstiges Kleindenkmal             |                                              |                    | Kleindenkmal   | BW                                 |
| nahe Wüstung Lichthagen (Karte)                                         | Gebäuderest                        |                                              |                    | Kleindenkmal   | BW                                 |

### Großörner
| Lage | Bezeichnung                    | Beschreibung                                                    | Erfassungs- nummer | Ausweisungsart | Bild           |
| --- | ------------------------------ | --------------------------------------------------------------- | ------------------ | -------------- | -------------- |
| gesamte Ortslage (Karte) | Teich- und Grabensystem        |                                                                 | 094 65848          | Denkmalbereich | BW             |
| nördlich der Straße von Klostermansfeld nach Mansfeld; an der Wipper, zwischen Großörner, Leimbach und Klostermansfeld (Karte) | Bergbauanlage                  | Freiesleben-Schacht                                             | 094 65851          | Baudenkmal     | BW             |
| zwischen Großörner und Leimbach (Karte)                                                                                        | Haldenlandschaft               | Halden Wipperzeche                                              | 094 65849          | Baudenkmal     | BW             |
| Großörner (Karte) | Haldenlandschaft               | Lichtlochhaldenzug Schlüsselstollen                             | 107 40078          | Baudenkmal     | BW             |
| (Karte) | Lichtloch 19 J (Jacob-Stollen) | Haldenlandschaft 2020 als Denkmal eingetragen                   | 107 40057          | Baudenkmal     | BW             |
| Alfred-Schröder-Straße 19 | Rittergut Großörner            | Rittergut                                                       | 094 65841          | Baudenkmal     |                |
| Am Wehr Am Wehr/Ecke Straße der Einheit                                                                                        | Brücke                         |                                                                 | 094 65842          | Baudenkmal     |                |
| Hüttenberg 5 (Karte) | Bergbauanlage                  | Friedensstraße 8A, Bauwerksname: Lichtloch 15 J (Jacob-Stollen) | 094 65852          | Baudenkmal     | BW             |
| Lichtloch 1 Großörner (Karte)                                                                                                  | Bergbauanlage                  | Bauwerksname: Lichtloch 26 S                                    | 107 40070          | Baudenkmal     | Bergbauanlage  |
| Mansfelder Straße oberhalb der Mansfelder Straße, rückseitig Friedhofsgasse (Karte)                                            | Kirche St. Andreas             | St. Andreas                                                     | 094 65340          | Baudenkmal     | Weitere Bilder |
| Mansfelder Straße 28, 30 (Karte)                                                                                               | Gasthof                        |                                                                 | 094 65843          | Baudenkmal     | Gasthof        |
| Mansfelder Straße 32 (Karte)                                                                                                   | Schule                         | Augusteum                                                       | 094 65847          | Baudenkmal     | Schule         |
| Wäsche 18 (Karte) | Einfriedung                    |                                                                 | 094 65845          | Baudenkmal     | BW             |
| Wäsche 20 (Karte) | Schule                         |                                                                 | 094 65846          | Baudenkmal     | BW             |

### Hermerode
| Lage                                                                  | Bezeichnung                      | Beschreibung                          | Erfassungs- nummer | Ausweisungsart | Bild           |
| --------------------------------------------------------------------- | -------------------------------- | ------------------------------------- | ------------------ | -------------- | -------------- |
| Vordere Dorfstraße (Karte)                                            | Evangelische Kirche St. Matthäus |                                       | 094 65885          | Baudenkmal     | Weitere Bilder |
| Hintere Dorfstraße 8 (Karte)                                          | Bauernhof                        |                                       | 094 65877          | Baudenkmal     | BW             |
| Vordere Dorfstraße 3 (Karte)                                          | Bauernhaus                       |                                       | 094 65878          | Baudenkmal     | BW             |
| Vordere Dorfstraße 9 (Karte)                                          | Bauernhof                        |                                       | 094 65879          | Baudenkmal     | BW             |
| Vordere Dorfstraße 10, 11, 12, 13, 14, 15, 24, 25, 26, 27, 28 (Karte) | Straßenzug                       |                                       | 094 65881          | Denkmalbereich | BW             |
| Vordere Dorfstraße 10 (Karte)                                         | Bauernhaus                       |                                       | 094 65880          | Baudenkmal     | BW             |
| Vordere Dorfstraße 11 (Karte)                                         | Bauernhof                        | 4 Gebäude bis rüber zur nördl. Straße | 094 65882          | Baudenkmal     | BW             |
| Vordere Dorfstraße 26 (Karte)                                         | Bauernhof                        | Scheune                               | 094 65883          | Baudenkmal     | BW             |
| Vordere Dorfstraße 27 (Karte)                                         | Scheune                          |                                       | 094 65884          | Baudenkmal     | BW             |

### Leimbach
| Lage | Bezeichnung               | Beschreibung                                                               | Erfassungs- nummer | Ausweisungsart               | Bild                      |
| --- | ------------------------- | -------------------------------------------------------------------------- | ------------------ | ---------------------------- | ------------------------- |
| nordwestlicher Ortsausgang Richtung Rödgen, an einer Weggabelung | Distanzstein              | L 227                                                                      | 094 65923          | Baudenkmal                   |                           |
| Koordinaten fehlen! Hilf mit. | Teich- und Grabensystem   | Teich- und Grabensystem Teilobjekt des Mansfelder Teich- und Grabensystems | 094 65402 005      | Teilobjekt eines Baudenkmals |                           |
| Friedrichstraße/Ecke Klausstraße (Karte) | Kriegerdenkmal Leimbach   |                                                                            | 094 65915          | Baudenkmal                   | Kriegerdenkmal Leimbach   |
| Friedrichstraße/Ecke Vatteröder Straße und Friedensallee (Karte) | Kriegerdenkmal            |                                                                            | 094 65916          | Baudenkmal                   | BW                        |
| Am Pochwerk 5, Friedrichstraße 1 (Karte) | Gasthof „Schwarzer Adler“ | Hüttenschänke, Schwarzer Adler                                             | 094 65895          | Baudenkmal                   | Gasthof „Schwarzer Adler“ |
| Am Pochwerk 6, 7, 8 nordwestlich der Friedrichstraße (Karte) | Hüttenwerk                | Katharinen-Hütte                                                           | 094 65896          | Baudenkmal                   | BW                        |
| Friedensallee 82, 83 (Karte) | Wohnhaus                  | Familienhaus                                                               | 094 65897          | Baudenkmal                   | BW                        |
| Friedensallee 84 (Karte) | Hüttenwerk                | Creutzhütte, Villa und 5 kleinere Gebäude                                  | 094 65898          | Baudenkmal                   | BW                        |
| Friedrichstraße 4 (Karte) | Wohn- und Geschäftshaus   | gegenüber der Einmündung zur Schlossstraße                                 | 094 65900          | Baudenkmal                   | BW                        |
| Friedrichstraße 5 (Karte) | Scheune                   | Gebäude nicht mehr existent, nach 2015 abgerissen                          | 094 65901          | Baudenkmal                   | BW                        |
| Friedrichstraße 6 (Karte) | Wirtschaftsgebäude        |                                                                            | 094 65902          | Baudenkmal                   | BW                        |
| Friedrichstraße 1, 2, 3, 4, 5, 6, 7, 8, 9, 10, 11, 12, 13, 14, 15, 16, 17, 18, 19, 20, 21, 22, 23, 24, 25, 26, 27, 28, 29, 30, 31, 32, 33, 34, 35, 36, 37, 38, 39, 40, 41, 42, 43, 44, 45, 46, 47, 48, 49, 50, 51, 52, 53, 54, 55, 56, 57, 58, 59, 60 (Karte) | Straßenzug                |                                                                            | 094 65899          | Denkmalbereich               | Straßenzug                |
| Friedrichstraße 16 (Karte) | Pfarrhof                  |                                                                            | 094 65903          | Baudenkmal                   | BW                        |
| Friedrichstraße 17 (Karte) | Wohnhaus                  |                                                                            | 094 65904          | Baudenkmal                   | BW                        |
| Friedrichstraße 18 (Karte) | Wohn- und Geschäftshaus   | 3 Gebäude (lange Scheune über den Hof)                                     | 094 65905          | Baudenkmal                   | BW                        |
| Friedrichstraße 19 (Karte) | Wohnhaus                  |                                                                            | 094 65906          | Baudenkmal                   | BW                        |
| Friedrichstraße 37 | Wirtschaftsgebäude        |                                                                            | 094 65907          | Baudenkmal                   |                           |
| Friedrichstraße 40 hinter dem Postgebäude (Karte) | Wirtschaftsgebäude        |                                                                            | 094 65908          | Baudenkmal                   | BW                        |
| Friedrichstraße 41 (Karte) | Wirtschaftsgebäude        |                                                                            | 094 65909          | Baudenkmal                   | BW                        |
| Friedrichstraße 46 (Karte) | Wohnhaus                  | 45+46, beide Gebäude                                                       | 094 65910          | Baudenkmal                   | BW                        |
| Friedrichstraße 47 (Karte) | Wohnhaus                  |                                                                            | 094 65911          | Baudenkmal                   | BW                        |
| Friedrichstraße 49 (Karte) | Wohn- und Geschäftshaus   |                                                                            | 094 65912          | Baudenkmal                   | BW                        |
| Friedrichstraße 50 (Karte) | Wohnhaus                  |                                                                            | 094 65913          | Baudenkmal                   | BW                        |
| Friedrichstraße 51, 52, Schloßstraße 1 (Karte) | Schloss                   | 3 Gebäude, Ecke Friedrichstraße/Schloßstraße                               | 094 65921          | Baudenkmal                   | BW                        |
| Friedrichstraße 55 (Karte) | Wohnhaus                  |                                                                            | 094 65914          | Baudenkmal                   | BW                        |
| Hettstedter Straße (Karte) | Brücke                    | BW B 86/0060                                                               | 094 65917          | Baudenkmal                   | BW                        |
| Kirchstraße (Karte) | Kirche                    | Sankt Petrus und Paulus                                                    | 094 65918          | Baudenkmal                   | Kirche                    |
| Klausstraße Ecke Am Pochwerk (Karte) | Brücke                    | BW B 242/0040                                                              | 094 65894          | Baudenkmal                   | BW                        |
| Klausstraße 1, 2, 3 in unmittelbarer Nähe der ehemaligen Katharinen-Hütte (Am Pochwerk) (Karte) | Verwaltungsgebäude        | 3 Gebäude, Verwaltung und Wohnhaus Katharinen-Hütte, später Eckardt-Hütte  | 094 65919          | Baudenkmal                   | BW                        |
| Schloßstraße 10 (Karte) | Ehemalige Schule          | heute Polizeirevier                                                        | 094 65922          | Baudenkmal                   | BW                        |
| Vatteröder Straße 15 (Karte) | Hüttenwerk                |                                                                            | 094 65920          | Baudenkmal                   | BW                        |

### Mansfeld-Lutherstadt
| Lage | Bezeichnung                        | Beschreibung                                                                  | Erfassungs- nummer | Ausweisungsart               | Bild               |
| --- | ---------------------------------- | ----------------------------------------------------------------------------- | ------------------ | ---------------------------- | ------------------ |
| östlich des Friedhofs | Grabmal                            |                                                                               | 094 65397          | Baudenkmal                   |                    |
| Ortsteil Großörner bis Leimbach | Haldenlandschaft                   | Lichtlochhaldenzug „Jacob-Stollen“                                            | 107 40057          | Baudenkmal                   |                    |
| Gebiet der Gemeinde Mansfeld, OT Vatterode, Leimbach, Möllendorf (Karte) | Mansfelder Teich- und Grabensystem | Wasserhaltung                                                                 | 094 65402          | Baudenkmal                   | BW                 |
| Möllendorfer Straße | Kunstteich                         | Kunstteich                                                                    | 094 65402 001      | Teilobjekt eines Baudenkmals |                    |
| Koordinaten fehlen! Hilf mit. | Teich- und Grabensystem            | Teich- und Grabensystem                                                       | 094 65402 003      | Teilobjekt eines Baudenkmals |                    |
| Koordinaten fehlen! Hilf mit. | Stollen                            | Stollen                                                                       | 094 65402 004      | Teilobjekt eines Baudenkmals |                    |
| Am Lindberg Hanglage, an einer Straßenbiegung, Am Lindberg/Ecke Neumarktstraße (Karte) | Kriegerdenkmal Mansfeld            |                                                                               | 094 65358          | Baudenkmal                   | BW                 |
| Am Schloss Schlossberg (Karte) | Schloss Mansfeld                   | Schloss Mansfeld (Vorderort, Mittelort, Hinterort) mit Schlosskirche Mansfeld | 094 65398          | Baudenkmal                   | Schloss Mansfeld   |
| Am Schloss Schlossberg | Schlosskirche Mansfeld             | Kirche                                                                        | 094 65398 001      | Teilobjekt eines Baudenkmals |                    |
| Bahnhofstraße (Karte) | Bahnhof                            | Mansfeld (Südharz)                                                            | 094 65359          | Baudenkmal                   | Bahnhof            |
| Flutgrabenstraße 26 (Karte) | Villa                              |                                                                               | 094 65363          | Baudenkmal                   | BW                 |
| Friedensallee an der Grenze zwischen Mansfeld und OT Leimbach (Karte) | Brücke                             |                                                                               | 094 65399          | Baudenkmal                   | Brücke             |
| Friedensallee an der Viaduktbrücke, Gemarkung Mansfeld, Flur 4, Flurstücke 558/77 und 584/77 (Karte) | Haldenlandschaft                   | Halde gewerkschaftliche Silberhütte                                           | 107 40045          | Baudenkmal                   | BW                 |
| Friedensallee 60 (Karte) | Hüttenwerk                         | Kleine Hütte, Schlosserei Heitmüller                                          | 094 65365          | Baudenkmal                   | BW                 |
| Friedensallee 66 (Karte) | Villa                              |                                                                               | 094 65366          | Baudenkmal                   | BW                 |
| Friedensallee 68 (Karte) | Wohnhaus                           |                                                                               | 094 65367          | Baudenkmal                   | BW                 |
| Junghuhnstraße 4 (Karte) | Wohnhaus                           | Prädikantenhaus, heute Pension „Schlossblick“                                 | 094 65369          | Baudenkmal                   | BW                 |
| Junghuhnstraße 6 (Karte) | Ackerbürgerhof                     |                                                                               | 094 65370          | Baudenkmal                   | Ackerbürgerhof     |
| Junghuhnstraße 1, 2, 3, 4, 5, 6, 7, Lutherplatz 1, 2, 3, 4, 5, Lutherstraße 1-27, 28-47, Mühlgasse 1, 2, 3, 4, 5, 6, 7, 8, 9, 10, 11, Postplatz 2(?), Rabentorstraße 1, 2, 3, 4/5, 6, 15, 16, 17, 18, 19, 20, 21, Spangenberggasse 1, 2, 3, 4, Talwandstraße 1, 2, 3, 4, 5, 6, 7, 8, 9, Teichstraße 1, 1a, 2, 3, 10, 11, 12, 13, 14, 15, 16, 17, 18, 19 | Altstadt                           |                                                                               | 094 65368          | Denkmalbereich               |                    |
| Karlsberger Weg 2 (Karte) | Vorwerk                            |                                                                               | 094 65372          | Baudenkmal                   | BW                 |
| Lutherplatz in einer Grünanlage auf dem Lutherplatz (Karte) | Denkmal                            | Hinaus in die Welt, Hindurch in die Welt, Hinein in den Kampf.                | 094 65373          | Baudenkmal                   | Denkmal            |
| Lutherplatz 4 (Karte) | Wohnhaus                           |                                                                               | 094 65374          | Baudenkmal                   | Wohnhaus           |
| Lutherstraße (Karte) | Kirche St. Georg                   | Sankt Georg                                                                   | 094 65375          | Baudenkmal                   | Weitere Bilder     |
| Lutherstraße 7 (Karte) | Pfarrhaus                          |                                                                               | 094 65376          | Baudenkmal                   | BW                 |
| Lutherstraße 8 (Karte) | Schule                             | Lutherschule                                                                  | 094 65377          | Baudenkmal                   | Schule             |
| Lutherstraße 9 (Karte) | Rathaus                            | Rathaus                                                                       | 094 65378          | Baudenkmal                   | Rathaus            |
| Lutherstraße 15 (Karte) | Verwaltungsgebäude                 | Polytechnische Oberschule Oskar Schneller                                     | 094 65379          | Baudenkmal                   | Verwaltungsgebäude |
| Lutherstraße 16 (Karte) | Ackerbürgerhaus                    |                                                                               | 094 65380          | Baudenkmal                   | Ackerbürgerhaus    |
| Lutherstraße 24, 25, 26 (Karte) | Häusergruppe                       | Luthers Anwesen, unweit der Stadtkirche                                       | 094 65381          | Baudenkmal                   | Häusergruppe       |
| Lutherstraße 36 (Karte) | Ackerbürgerhof                     | nahe der Kirche in Ecklage                                                    | 094 65382          | Baudenkmal                   | Ackerbürgerhof     |
| Lutherstraße 37 (Karte) | Wohnhaus                           |                                                                               | 094 65383          | Baudenkmal                   | Wohnhaus           |
| Lutherstraße 38 (Karte) | Gasthof                            | Oberer Gasthof und Zur Guten Quelle                                           | 094 65384          | Baudenkmal                   | Gasthof            |
| Möllendorfer Straße/K 2335 südwestlicher Ortsausgang von Mansfeld | Brücke                             |                                                                               | 094 65385          | Baudenkmal                   |                    |
| Neumarktstraße Friedhof (Karte) | Einfriedung                        |                                                                               | 094 65386          | Baudenkmal                   | BW                 |
| Rabentorstraße 2 (Karte) | Wohnhaus                           |                                                                               | 094 65387          | Baudenkmal                   | BW                 |
| Rabentorstraße 7, Töpferreihe 1, 2, 3, 4, 5, 6, 7, 8 (Karte) | Stadterweiterung                   |                                                                               | 094 65390          | Denkmalbereich               | BW                 |
| Rabentorstraße 19 (Karte) | Wohnhaus                           |                                                                               | 094 65389          | Baudenkmal                   | BW                 |
| Rabentorstraße 4/5 (Karte) | Ackerbürgerhof                     |                                                                               | 094 65388          | Baudenkmal                   | BW                 |
| Sangerhäuser Straße 13 (Karte) | Gerichtsgebäude                    |                                                                               | 094 65391          | Baudenkmal                   | Gerichtsgebäude    |
| Sangerhäuser Straße 33 (Karte) | Hospital                           | Sankt Georgen Hospital                                                        | 094 65392          | Baudenkmal                   | BW                 |
| Sangerhäuser Straße 34 (Karte) | Altenheim                          | Johanniter-Siechenhaus                                                        | 094 65393          | Baudenkmal                   | BW                 |
| Schulstraße 4 (Karte) | Schule                             | Lutherschule                                                                  | 094 65394          | Baudenkmal                   | BW                 |
| Spanweg 6 (Karte) | Villa                              |                                                                               | 094 65395          | Baudenkmal                   | BW                 |
| Teichstraße, östlich und nördlich der Teichstraße am Supermarkt (Karte) | Haldenlandschaft                   | Halde Silberhütte                                                             | 094 65364          | Baudenkmal                   | BW                 |
| Teichstraße 9 (Karte) | Wohnhaus                           |                                                                               | 094 65396          | Baudenkmal                   | BW                 |
| Teichstraße 7, 10b (Karte) | Wohnhaus                           |                                                                               | 107 40009          | Baudenkmal                   | BW                 |

### Molmerswendemit Horbeck
| Lage | Bezeichnung                       | Beschreibung                                          | Erfassungs- nummer | Ausweisungsart | Bild           |
| --- | --------------------------------- | ----------------------------------------------------- | ------------------ | -------------- | -------------- |
| westlich von Molmerswende an der Westseite des Brandbergs (Karte)                                                                              | Grenzstein                        | Menhir „Heißer Stein“                                 | 094 65637          | Kleindenkmal   | BW             |
| Gottfried-August-Bürger-Straße östlicher Ortsausgang (Karte)                                                                                   | Gedenkstein                       |                                                       | 094 65946          | Baudenkmal     | BW             |
| Gottfried-August-Bürger-Straße 3 (Karte) | Bauernhof                         |                                                       | 094 65943          | Baudenkmal     | BW             |
| Gottfried-August-Bürger-Straße 5 (Karte) | Wirtschaftsgebäude                |                                                       | 094 65944          | Baudenkmal     | BW             |
| Gottfried-August-Bürger-Straße 16 (Karte) | Bauernhof                         |                                                       | 094 65945          | Baudenkmal     | BW             |
| Gottfried-August-Bürger-Straße 2,3,4,5,6,7,8,9,10,11,12,13,14,15,16,16a,17,18,19, Hauptstraße 9,10,14,15,16,17,18,19,20,23,24,25,26,27 (Karte) | Anger                             |                                                       | 094 65942          | Denkmalbereich | BW             |
| Hauptstraße 14 (Karte) | Evangelische Kirche St. Stephanus |                                                       | 094 65947          | Baudenkmal     | Weitere Bilder |
| Hauptstraße 14 (Karte) | Pfarrhaus                         | Pfarrhaus, am 27. August 2015 als Denkmal ausgewiesen |                    | Baudenkmal     | Pfarrhaus      |
| Hauptstraße 19 (Karte) | Bauernhof                         |                                                       | 094 65948          | Baudenkmal     | BW             |
| Hauptstraße 23 (Karte) | Gasthof                           |                                                       | 094 65949          | Baudenkmal     | BW             |
| östlich von Molmerswende (Karte) | Vorwerk                           | Rittergut Horbeck, heute Ziegenhof                    | 094 65950          | Baudenkmal     | BW             |

### Möllendorfmit Blumerode
| Lage                              | Bezeichnung      | Beschreibung | Erfassungs- nummer | Ausweisungsart | Bild           |
| --------------------------------- | ---------------- | --- | ------------------ | -------------- | -------------- |
| Dorfstraße 22a (Karte)            | Kirche           | | 094 65934          | Baudenkmal     | Weitere Bilder |
| An der Asseburg 3 (Karte)         | Schloss          | Blumerode, westlich von Blumerode im Wald zwischen Möllendorf und Blumerode, auf einem Hangsporn oberhalb von Möllendorf | 094 65941          | Baudenkmal     | BW             |
| Blumerode, nördlicher Ortsausgang | Wegweiser        | OT Blumerode | 094 65940          | Kleindenkmal   |                |
| Am Mühlberg 2, 3 (Karte)          | Vorwerk          | Rittergut Möllenberg | 094 65930          | Baudenkmal     | BW             |
| Dorfstraße Blumerode (Karte)      | Kirche           | OT Blumerode | 094 65939          | Baudenkmal     | Kirche         |
| Dorfstraße 1 Blumerode (Karte)    | Bauernhof        | OT Blumerode | 094 65935          | Baudenkmal     | BW             |
| Dorfstraße 4 Blumerode (Karte)    | Bauernhof        | OT Blumerode | 094 65936          | Baudenkmal     | BW             |
| Dorfstraße 5 (Karte)              | Schnitterkaserne | Kaserne | 094 65932          | Baudenkmal     | BW             |
| Dorfstraße 6 Blumerode (Karte)    | Scheune          | OT Blumerode | 094 65937          | Baudenkmal     | BW             |
| Dorfstraße 8 (Karte)              | Bauernhof        | | 094 65933          | Baudenkmal     | BW             |
| Dorfstraße 9 Blumerode (Karte)    | Bauernhof        | OT Blumerode | 094 65938          | Baudenkmal     | BW             |

### Piskabornmit Wimmelrode
| Lage                             | Bezeichnung                      | Beschreibung  | Erfassungs- nummer | Ausweisungsart | Bild                             |
| -------------------------------- | -------------------------------- | ------------- | ------------------ | -------------- | -------------------------------- |
| Dorfstraße (Karte)               | Evangelische Kirche St. Nikolaus |               | 094 65954          | Baudenkmal     | Evangelische Kirche St. Nikolaus |
| Dorfstraße 6 (Karte)             | Bauernhaus                       |               | 094 65951          | Baudenkmal     | BW                               |
| Dorfstraße 24 Wimmelrode (Karte) | Wohnhaus                         | OT Wimmelrode | 094 65955          | Baudenkmal     | BW                               |
| Dorfstraße 26 Wimmelrode (Karte) | Bauernhaus                       | OT Wimmelrode | 094 65956          | Baudenkmal     | BW                               |
| Dorfstraße 40 (Karte)            | Gutshaus                         |               | 094 65952          | Baudenkmal     | BW                               |
| Dorfstraße 42 (Karte)            | Bauernhaus                       |               | 094 65953          | Baudenkmal     | Bauernhaus                       |

### Rammelburg
| Lage                               | Bezeichnung  | Beschreibung | Erfassungs- nummer | Ausweisungsart | Bild           |
| ---------------------------------- | ------------ | --- | ------------------ | -------------- | -------------- |
| südwestlich der Rammelburg (Karte) | Tunnel       | In einem 287 langen Tunnel unterquert die Bahnstrecke Klostermansfeld–Wippra den Hügel, auf dem der Kern des Dorfes Rammelburg liegt. | 094 65432          | Baudenkmal     | Tunnel         |
| Dorfstraße (Karte)                 | Burg         | Schloss Rammelburg | 094 65436          | Baudenkmal     | Weitere Bilder |
| Hauptstraße (Karte)                | Distanzstein | | 094 65433          | Baudenkmal     | BW             |
| Hauptstraße 6 (Karte)              | Forsthaus    | | 094 65435          | Baudenkmal     | BW             |

### Ritzgerode
| Lage                          | Bezeichnung | Beschreibung                                       | Erfassungs- nummer | Ausweisungsart | Bild           |
| ----------------------------- | ----------- | -------------------------------------------------- | ------------------ | -------------- | -------------- |
| Dorfstraße 10 (Karte)         | Bauernhof   |                                                    | 094 65980          | Baudenkmal     | BW             |
| Dorfstraße 13 (Karte)         | Bauernhof   |                                                    | 094 65981          | Baudenkmal     | BW             |
| Dorfstraße/Untermühle (Karte) | Mühlenhof   | außerhalb des Ortes in nördlicher Richtung gelegen | 094 65982          | Baudenkmal     | Weitere Bilder |

### Siebigerode
| Lage | Bezeichnung                   | Beschreibung                                       | Erfassungs- nummer | Ausweisungsart | Bild           |
| --- | ----------------------------- | -------------------------------------------------- | ------------------ | -------------- | -------------- |
| Blumeröder Straße (Karte) | Steinbruch                    | Sandsteinbruch, südwestlich des Ortes              | 094 05753          | Baudenkmal     | Steinbruch     |
| nördlich des Ortes, am Grundberg | Steinbruch                    | Sandsteinbruch                                     | 094 05755          | Baudenkmal     |                |
| Feldstraße Friedhof, südlich bzw. nordwestlich der Kapelle (Karte)                                                                              | Grabstein                     |                                                    | 094 65356          | Baudenkmal     | BW             |
| Hauptstraße Grünanlage vor Hauptstraße 24, gegenüber der Straße nach Mansfeld und schräg gegenüber dem anderen Kriegerdenkmal des Ortes (Karte) | Kriegerdenkmal                |                                                    | 094 65355          | Baudenkmal     | BW             |
| Hauptstraße Grünanlage Hauptstraße/Ecke Mansfelder Straße (Karte)                                                                               | Kriegerdenkmal                |                                                    | 094 75627          | Baudenkmal     | BW             |
| Hauptstraße Grünanlage Hauptstraße/Ecke Mansfelder Straße, Nähe Kriegerdenkmal (Karte)                                                          | Bauernstein                   |                                                    | 094 75628          | Kleindenkmal   | BW             |
| Hauptstraße Grünanlage Hauptstraße/Ecke Feldstraße (Karte)                                                                                      | Wegweiser                     |                                                    | 094 65354          | Kleindenkmal   | BW             |
| Hauptstraße 25, 27 in Ecklage an einer platzartigen Erweiterung der Hauptstraße am Ortseingang (Karte)                                          | Gutshof                       | 8-9 verschiedengroße Gebäude                       | 094 75626          | Baudenkmal     | BW             |
| Hauptstraße 26 (Karte) | Bauernhof                     | Gehöft                                             | 094 75624          | Baudenkmal     | BW             |
| Hauptstraße 28 (Karte) | Bauernhof                     | direkt neben Hauptstraße 26                        | 094 75625          | Baudenkmal     | BW             |
| Köhlerstraße (Karte) | Evangelische Kirche St. Georg | Q84508606                                          | 094 75194          | Baudenkmal     | Weitere Bilder |
| Mansfelder Ring 21 im Umfeld der Kirche in Ecklage (Karte)                                                                                      | Wohnhaus                      | zwei Gebäude, im schrägen Winkel zueinander        | 094 75621          | Baudenkmal     | Wohnhaus       |
| Mansfelder Ring o. Nr. (Karte) | Wohnhaus                      | Zwischen Mansfelder Ring 21 und Mansfelder Ring 20 | 094 75622          | Baudenkmal     | BW             |

### Steinbrücken
| Lage                                         | Bezeichnung | Beschreibung            | Erfassungs- nummer | Ausweisungsart               | Bild    |
| -------------------------------------------- | ----------- | ----------------------- | ------------------ | ---------------------------- | ------- |
| Steinstraße 13 (Karte)                       | Bauernhof   | Bauernhof Vierseitenhof | 094 65242          | Baudenkmal                   | BW      |
| Steinstraße 13                               | Wohnhaus    | Wohnhaus                | 094 65242 001      | Teilobjekt eines Baudenkmals |         |
| Steinstraße 13                               | Scheune     | Scheune                 | 094 65242 002      | Teilobjekt eines Baudenkmals |         |
| Steinstraße 13                               | Scheune     | Scheune                 | 094 65242 003      | Teilobjekt eines Baudenkmals |         |
| Steinstraße 13                               | Stall       | Stall                   | 094 65242 004      | Teilobjekt eines Baudenkmals |         |
| Steinstraße, Ostseite des Angers (Karte)     | Waage       | Steinstraße - Rondel    | 094 65245          | Baudenkmal                   | BW      |
| Steinstraße 16 südlicher Ortsausgang         | Kapelle     | ehemaliges Spritzenhaus | 094 65244          | Baudenkmal                   | Kapelle |
| Steinstraße 18 (Karte)                       | Bauernhof   | Bauernhof Vierseitenhof | 094 65243          | Baudenkmal                   | BW      |
| Steinstraße 18                               | Scheune     | Scheune                 | 094 65243 001      | Teilobjekt eines Baudenkmals |         |
| Steinstraße 18                               | Scheune     | Scheune                 | 094 65243 002      | Teilobjekt eines Baudenkmals |         |
| Steinstraße 18                               | Stall       | Stall                   | 094 65243 003      | Teilobjekt eines Baudenkmals |         |
| Steinstraße 5, 6, 11 (?), 12, 13, 18 (Karte) | Ortskern    | Ortskern                | 094 65241          | Denkmalbereich               | BW      |

### Tilkerode(Abberode)
| Lage                                                           | Bezeichnung    | Beschreibung       | Erfassungs- nummer | Ausweisungsart | Bild           |
| -------------------------------------------------------------- | -------------- | ------------------ | ------------------ | -------------- | -------------- |
| Evangelische Dorfkirche St. Wilhelm (Karte)                    | Altar          |                    | 094 66043          | Baudenkmal     | Weitere Bilder |
| Forst Wippra (Karte)                                           | Bergbauanlage  | Eskaborn           | 094 66044          | Baudenkmal     | Bergbauanlage  |
| südöstlich von Aberode/Tilkerode/Ritzgerode, Jagen 238 (Karte) | Gedenkstein    |                    | 094 65254          | Kleindenkmal   | BW             |
| Hauptstraße 17 (Karte)                                         | Bauernhof      |                    | 094 65246          | Baudenkmal     | BW             |
| Teichstraße Anger (Karte)                                      | Grenzstein     |                    | 094 65255          | Kleindenkmal   | Grenzstein     |
| Teichstraße 3 (Karte)                                          | Scheune        |                    | 094 65250          | Baudenkmal     | BW             |
| Teichstraße 4 (Karte)                                          | Tagelöhnerhaus |                    | 094 65251          | Baudenkmal     | BW             |
| Teichstraße 9 (Karte)                                          | Scheune        |                    | 094 65252          | Baudenkmal     | BW             |
| Teichstraße 1, 2, 3, 4 (?), 4a, 6, 7, 8, 9, 10, 11 (Karte)     | Anger          |                    | 094 65249          | Denkmalbereich | Anger          |
| Teichstraße 10 (Karte)                                         | Bauernhof      |                    | 094 65253          | Baudenkmal     | BW             |
| Unterstraße 2 (Karte)                                          | Tagelöhnerhaus |                    | 094 65247          | Baudenkmal     | BW             |
| Unterstraße 3 (Karte)                                          | Tagelöhnerhaus | evtl. Hausnummer 4 | 094 65248          | Baudenkmal     | BW             |

### Vatterodemit Gräfenstuhl
| Lage | Bezeichnung             | Beschreibung                                                               | Erfassungs- nummer | Ausweisungsart               | Bild                  |
| --- | ----------------------- | -------------------------------------------------------------------------- | ------------------ | ---------------------------- | --------------------- |
| nördlicher Ortseingang (Karte)                                                                           | Brücke                  | Wipperbrücke                                                               | 094 65152          | Baudenkmal                   | Brücke                |
| nordwestlicher Ortsausgang, Straße nach Biesenrode, Südostecke der Kleingartenanlage "Glück auf" (Karte) | Distanzstein            |                                                                            | 094 65153          | Baudenkmal                   | BW                    |
| südlich der Ortslage                                                                                     | Gedenkstätte            | Ottos Grab                                                                 | 094 65154          | Baudenkmal                   |                       |
| auf einem Hügel westlich des Ortskerns (Karte)                                                           | Kirche St. Bonifatius   | Sankt Bonifatius                                                           | 094 65155          | Baudenkmal                   | Kirche St. Bonifatius |
| Koordinaten fehlen! Hilf mit.                                                                            | Schildkröte             | Skulptur 2020 als Denkmal eingetragen                                      | 107 30023          | Kleindenkmal                 |                       |
| Koordinaten fehlen! Hilf mit.                                                                            | Krokodil                | Skulptur 2020 als Denkmal eingetragen                                      | 107 30024          | Kleindenkmal                 |                       |
| Koordinaten fehlen! Hilf mit.                                                                            | Pony                    | Skulptur 2020 als Denkmal eingetragen                                      | 107 30025          | Kleindenkmal                 |                       |
| Koordinaten fehlen! Hilf mit.                                                                            | Bär                     | Skulptur 2020 als Denkmal eingetragen                                      | 107 30026          | Kleindenkmal                 |                       |
| Koordinaten fehlen! Hilf mit.                                                                            | Elefant                 | Skulptur 2020 als Denkmal eingetragen                                      | 107 30027          | Kleindenkmal                 |                       |
| Koordinaten fehlen! Hilf mit.                                                                            | Pavillon                | Pavillon 2022 als Baudenkmal ausgewiesen.                                  | 094 18865          | Baudenkmal                   |                       |
| Koordinaten fehlen! Hilf mit.                                                                            | Teich- und Grabensystem | Teich- und Grabensystem Teilobjekt des Mansfelder Teich- und Grabensystems | 094 65402 002      | Teilobjekt eines Baudenkmals |                       |
| Bachstraße 8, Dorfstraße 14, 15, 29, 31, Kirche (Karte)                                                  | Ortskern                |                                                                            | 094 65145          | Denkmalbereich               | BW                    |
| Bachstraße 8 (Karte)                                                                                     | Pfarrhof                | 3 Gebäude                                                                  | 094 65144          | Baudenkmal                   | BW                    |
| Biesenröder Straße 1 (Karte)                                                                             | Schmiede                |                                                                            | 094 65147          | Baudenkmal                   | BW                    |
| Dorfstraße Gräfenstuhl (Karte)                                                                           | Brücke                  | OT Gräfenstuhl                                                             | 094 65160          | Baudenkmal                   | BW                    |
| Dorfstraße Gräfenstuhl, vor Dorfstraße 17 (Karte)                                                        | Brunnen                 | OT Gräfenstuhl                                                             | 094 65161          | Baudenkmal                   | BW                    |
| 4 km südwestl. der Ortslage (Karte)                                                                      | Forsthof                |                                                                            | 094 65146          | Baudenkmal                   | BW                    |
| Dorfstraße 19 Gräfenstuhl (Karte)                                                                        | Saalbau                 | OT Gräfenstuhl                                                             | 094 65159          | Baudenkmal                   | BW                    |
| Dorfstraße 29 (Karte)                                                                                    | Küsterhof               | OT Gräfenstuhl (?)                                                         | 094 65156          | Baudenkmal                   | BW                    |
| Mühlenstraße 4 (Karte)                                                                                   | Gutshof                 | Giesslersches Gut                                                          | 094 65150          | Baudenkmal                   | BW                    |
| Mühlenstraße 11 (Karte)                                                                                  | Mühlenhof               |                                                                            | 094 65151          | Baudenkmal                   | BW                    |

## Ehemalige Kulturdenkmale nach Ortsteilen
Die nachfolgenden Objekte waren ursprünglich ebenfalls denkmalgeschützt oder wurden in der Literatur als Kulturdenkmale geführt. Die Denkmale bestehen heute jedoch nicht mehr, ihre Unterschutzstellung wurde aufgehoben oder sie werden nicht mehr als Denkmale betrachtet.

### Annarode
| Lage                                  | Bezeichnung | Beschreibung | Erfassungs- nummer | Ausweisungsart | Bild |
| ------------------------------------- | ----------- | ------------ | ------------------ | -------------- | ---- |
| Hauptstraße 103 nordöstlich des Ortes | Mühle       |              | 094 65536          |                |      |
| Steinweg 1 (Karte)                    | Wohnhaus    |              | 094 75514          |                | BW   |
| Steinweg 9, 10 Ortsmitte (Karte)      | Gutshof     |              | 094 75457          |                | BW   |

### Gorenzen
| Lage                | Bezeichnung | Beschreibung                                                                                       | Erfassungs- nummer | Ausweisungsart | Bild |
| ------------------- | ----------- | -------------------------------------------------------------------------------------------------- | ------------------ | -------------- | ---- |
| nördlicher Ortsrand | Wasserwerk  | Wasserwerk Im Jahr 2021 nach einer ungenehmigten Zerstörung aus dem Denkmalverzeichnis gestrichen. | 094 65837          | Baudenkmal     |      |

### Großörner
| Lage                  | Bezeichnung | Beschreibung | Erfassungs- nummer | Ausweisungsart | Bild |
| --------------------- | ----------- | ------------ | ------------------ | -------------- | ---- |
| Schulstraße 1 (Karte) | Wohnhaus    |              | 094 65844          |                | BW   |

### Mansfeld
| Lage                                                                     | Bezeichnung                  | Beschreibung | Erfassungs- nummer | Ausweisungsart | Bild                      |
| ------------------------------------------------------------------------ | ---------------------------- | --- | ------------------ | -------------- | ------------------------- |
| Ernststraße 10, 11, 12, 13, 14, 15, 16, 17, 18, Friedensallee 61 (Karte) | Stadterweiterung             | Straßenzeile Im Jahr 2021 nach einer Überprüfung der Denkmaleigenschaft aus dem Denkmalverzeichnis gestrichen.         | 094 65360          | Denkmalbereich | BW                        |
| Ernststraße 17 (Karte)                                                   | Wohnhaus Ernststraße 17      | Wohnhaus nach 2009 abgerissen, im Jahr 2021 nach einer ungenehmigten Zerstörung aus dem Denkmalverzeichnis gestrichen. | 094 65361          | Baudenkmal     | BW                        |
| Flutgrabenstraße 25                                                      | Wohnhaus Flutgrabenstraße 25 | Wohnhaus Im Jahr 2021 nach einer Überprüfung der Denkmaleigenschaft aus dem Denkmalverzeichnis gestrichen.             | 094 65362          | Baudenkmal     |                           |
| Junghuhnstraße 7 (Karte)                                                 | Wohnhaus Junghuhnstraße 7    | Wohnhaus Im Jahr 2021 nach einer ungenehmigten Zerstörung aus dem Denkmalverzeichnis gestrichen.                       | 094 65371          | Baudenkmal     | Wohnhaus Junghuhnstraße 7 |

### Möllendorf
| Lage                          | Bezeichnung | Beschreibung | Erfassungs- nummer | Ausweisungsart | Bild |
| ----------------------------- | ----------- | ------------ | ------------------ | -------------- | ---- |
| Am Mühlberg 6 am Hang (Karte) | Bauernhof   |              | 094 65931          |                | BW   |

### Siebigerode
| Lage                                                                                            | Bezeichnung  | Beschreibung | Erfassungs- nummer | Ausweisungsart | Bild |
| ----------------------------------------------------------------------------------------------- | ------------ | ------------ | ------------------ | -------------- | ---- |
| Köhlerstraße, Mansfelder Ring o. Nr., 21, 22 Kirche und Straßenzeile östlich der Kirche (Karte) | Häusergruppe |              | 094 08295          |                | BW   |

### Vatterode
| Lage                   | Bezeichnung | Beschreibung | Erfassungs- nummer | Ausweisungsart | Bild |
| ---------------------- | ----------- | ------------ | ------------------ | -------------- | ---- |
| Mühlenstraße 2 (Karte) | Bauernhaus  |              | 094 65148          |                | BW   |
| Mühlenstraße 3 (Karte) | Wohnhaus    |              | 094 65149          |                | BW   |

## Legende
In den Spalten befinden sich folgende Informationen:
- Lage: Nennt den Straßennamen und wenn vorhanden die Hausnummer des Kulturdenkmals. Die Grundsortierung der Liste erfolgt nach dieser Adresse. Der Link „Karte“ führt zu verschiedenen Kartendarstellungen und nennt die geographischen Koordinaten.
Link zu einem Kartenansichtstool, um Koordinaten zu setzen. In der Kartenansicht sind Baudenkmale ohne Koordinaten mit einem roten bzw. orangen Marker dargestellt und können in der Karte gesetzt werden. Baudenkmale ohne Bild sind mit einem blauen bzw. roten Marker gekennzeichnet, Baudenkmale mit Bild mit einem grünen bzw. orangen Marker.
- Offizielle Bezeichnung: Nennt den Namen, die Bezeichnung oder zumindest die Art des Kulturdenkmals und verlinkt, soweit vorhanden, auf den Artikel zum Objekt.
- Beschreibung: Nennt bauliche und geschichtliche Einzelheiten des Kulturdenkmals, vorzugsweise die Denkmaleigenschaften.
- Erfassungsnummer: Für jedes Kulturdenkmal wird in Sachsen-Anhalt eine 20stellige Erfassungsnummer vergeben. Die letzten zwölf Ziffern werden für die Untergliederung nach Teilobjekten genutzt und werden nur angegeben, soweit vergeben. In dieser Spalte kann sich folgendes Icon  befinden, dies führt zu Angaben zu diesem Baudenkmal bei Wikidata.
- Ausweisungsart: Die Einordnung des Denkmales nach § 2 Abs. 2 DenkmSchG LSA
- Bild: Ein Bild des Denkmales, und gegebenenfalls einen Link zu weiteren Fotos des Kulturdenkmals im Medienarchiv Wikimedia Commons. Wenn man auf das Kamerasymbol klickt, können Fotos zu Kulturdenkmalen aus dieser Liste hochgeladen werden: